# Dağakçaköy, Osmangazi
Dağakçaköy là một xã thuộc quận Osmangazi, tỉnh Bursa, Thổ Nhĩ Kỳ. Dân số thời điểm năm 2011 là 569 người.